# Omphalodes
Omphalodes är ett släkte av familjen strävbladiga växter med 24 arter huvudsakligen i Medelhavsområdet samt i tempererade delar av Europa och Asien.
De är 1- eller fleråriga örter med äggrunt lancettlika, ibland hjärtlika jordblad och strödda stjälkblad samt i glesa knippen ordnade, vanligen blåskaftade, blå eller vita blommor. I Sverige odlas ett antal sydeuropeiska arter som prydnadsblommor bland annat ormöga och lammtunga (även kallad hovfröken, trädgårds- eller vit förgätmigej).